# Diagramma di flusso

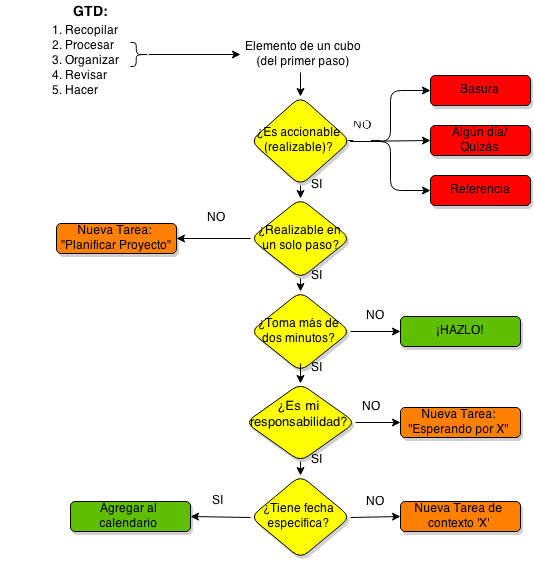
Esempio di diagramma di flusso di un algoritmo

In informatica il diagramma di flusso  è una rappresentazione grafica delle operazioni da eseguire per l'esecuzione di un algoritmo. Ogni singolo passo è visualizzato tramite una serie di simboli standard.
Esso consente di descrivere tramite un linguaggio di modellazione grafico:
- le operazioni da compiere;
- la sequenza nella quale devono essere compiute, rappresentata con frecce di collegamento.

Per questa loro connotazione topologica i diagrammi di flusso possono essere ricondotti alla classe più ampia dei diagrammi a blocchi, che a loro volta rientrano nell'ancora più vasta categoria delle mappe concettuali, utilizzate soprattutto per la descrizione e la rappresentazione delle informazioni e della conoscenza.

## Utilizzo
I diagrammi di flusso trovano la loro applicazione in vari ambiti, ma quello in cui storicamente si sono maggiormente affermati è stato quello informatico dove, solo in tempi più recenti, sono stati affiancati da altri strumenti metodologici quali lo pseudocodice e l'UML.

## Blocchi elementari
Esistono varie notazioni per la rappresentazione con diagrammi di flusso.Tutte le notazioni sottendono a un meta-modello molto semplice, caratterizzato da una lettura sequenziale: 
1. si parte dal blocco iniziale
2. si segue la freccia in uscita
3. si giunge al blocco successivo e si effettua l'operazione descritta nel blocco
4. si procede iterando i passi 2 e 3 fino a giungere al blocco finale.

Tra le operazioni si distinguono:
- azioni, che comportano un'attività o un'elaborazione da svolgere
- test, che indicano due o più direzioni in base a un fattore di decisione (vero o falso)
- ingresso/uscita, che comportano l'immissione di informazioni dall'esterno oppure l'invio di informazioni verso l'esterno

La notazione più semplice e più frequentemente utilizzata prevede dunque 5 tipi di blocchi elementari:
| blocco iniziale           | blocco finale          |
|                           |                        |
| blocco di I/O             | blocco di elaborazione |
|                           |                        |
| blocco decisionale o test |                        |
|                           |                        |

Una combinazione di blocchi elementari descrive un algoritmo se:
- viene usato un numero finito di blocchi
- lo schema inizia con un blocco iniziale e termina con un blocco finale
- ogni blocco soddisfa le condizioni di validità

## Condizioni di validità
- condizioni sui blocchi:
  - blocco azione e blocco lettura/scrittura: ogni blocco di questi due tipi ha una sola freccia entrante e una sola freccia uscente
  - blocco decisionale: ogni blocco di questo genere ha una sola freccia entrante e due frecce uscenti
- condizioni sulle frecce:
  - ogni freccia deve entrare in un blocco
- condizioni sui percorsi:
  - dal blocco iniziale deve essere possibile raggiungere ogni blocco
  - da ogni blocco dev'essere possibile raggiungere il blocco finale

## Esempio
Dato l'algoritmo per il calcolo del fattoriale in maniera ricorsiva
{\displaystyle \mathrm {fatt} (n)=n!=\left\{{\begin{matrix}1,&{\mbox{se }}n=0\\n\cdot (n-1)!,&{\mbox{se }}n\neq 0\end{matrix}}\right.}
un possibile diagramma di flusso per rappresentarlo:
Dove tale diagramma rappresenta una procedura ricorsiva, denominata "fatt", che richiama sé stessa.

## Strumenti digitali
- Software gratis: Draw.io è un software di diagrammi online gratuito per la creazione di diagrammi di flusso, diagrammi di processo, organigrammi, UML, ER e diagrammi di rete. GitMind è un software di diagrammi online gratuito per la creazione di diagrammi di flusso, organigrammi, UML, swimlane, che fornisce modelli di programma predefiniti.

- Software proprietario: Lucidchart è una piattaforma proprietaria basata sul web che consente agli utenti di collaborare alla stesura e alla condivisione di grafici e diagrammi. SmartDraw è uno strumento di diagramma utilizzato per creare diagrammi di flusso, organigrammi, mappe mentali e grafici di progetto. Visme è uno strumento di grafica online che può aiutare a creare diagrammi e grafici.